# Paul Yorck von Wartenburg (résistant)
Hans Ludwig David Götz Peter Paul comte Yorck von Wartenburg (né le 26 janvier 1902 à Klein-Öls, mort le 9 juin 2002 à Neureichenau) est un résistant contre le nazisme et diplomate allemand.

## Famille
Paul Yorck est le fils aîné de Heinrich Yorck von Wartenburg et son épouse Sophie Freiin von Berlichingen. Son arrière-grand-père est le Generalfeldmarschall Ludwig Yorck von Wartenburg. Il a pour frère Peter Yorck von Wartenburg. Paul Yorck épouse le 5 mai 1940 l'actrice Else Eckersberg. En 1950, il adopte son beau-fils Alexander Schey von Koromla, né du précédent mariage d'Else Eckersberg.

## Biographie
Paul Yorck reçoit une éducation humaniste ; enfant, il apprend le latin et le grec ancien. À 13 ans, il va à l'internat de l'école de l'abbaye de Roßleben et étudie après l'abitur l'agronomie, la philosophie et le droit dans les universités de Göttingen, Genève, Berlin et Bonn.
Après la mort de son père, il doit arrêter ses études pour s'occuper du domaine dont il vient d'hériter. En mai 1932, il adhère au NSDAP pour s'opposer à une dictature militaire. Mais après la prise au pouvoir des nazis qui se détournent du christianisme, son opinion est isolée. Membre de l'Église confessante, il fait partie de la fraternité qui aide les pasteurs et les croyants d'origine juive harcelés. Paul Yorck cache des personnes dans son domaine ; une famille juive survit ainsi au moment de la Seconde Guerre mondiale.
Officiers de la Wehrmacht, lui et son frère Peter refusent de faire le serment d'allégeance à Adolf Hitler. La division de Paul est envoyée sur le front de l'Est. En décembre 1941, il intervient auprès de l'état-major du groupe d'armées Centre pour empêcher une répression contre la population civile russe. Après ses frères Hans (1909-1939) et Heinrich (1915-1942) sont morts à la guerre, Paul est gravement blessé en 1943 et déclaré inapte à la fin d'une longue hospitalisation. De retour à Klein-Öls, il prend contact avec des groupes de résistants.
Après l'échec du complot du 20 juillet 1944, lui, son épouse, sa mère, ses belles-sœurs et ses sœurs célibataires Dorothea et Irene subissent la Sippenhaft. Les demandes de libération sont rejetées par Heinrich Himmler. Le 23 septembre 1944, Paul Yorck est envoyé à la prison de Moabit administrée par la Gestapo. Le 27 janvier 1945, il est envoyé au camp d'Oranienburg-Sachsenhausen en même temps que d'autres membres du complot. Mis dans le parc de quarantaine, Paul Yorck a de fortes fièvres et est opéré d'une sinusite par un prisonnier néerlandais et des étudiants en médecine. Après l'invasion de l'Armée rouge, il peut quitter le camp de concentration le 25 avril 1945.
Après la guerre, il est l'un des membres fondateurs de la CDU à Berlin et organise l'Evangelisches Hilfswerk dans la zone d'occupation française. Il est dépossédé de son domaine à Oleśnica Mała. En 1950, il rejoint le Conseil œcuménique des Églises à Genève, travaille dans le département pour l'aide aux réfugiés et aux victimes du nazisme, notamment Oskar Schindler. En 1953, il rejoint l'Office des Affaires étrangères et est nommé au consulat de Lyon qui ouvre et reste pendant dix ans. En 1964, il participe à la création d'un échange économique avec la Roumanie. En septembre 1966, il prend sa retraite.
Il s'installe avec son épouse à Neureichenau.